# Vzdušně-kosmické síly Ruské federace
Vzdušně-kosmické síly Ruské federace (rusky Возду́шно-косми́ческие си́лы Российской Федерации) je druh vojska Ozbrojených sil Ruské federace, vytvořený v roce 2015 rozhodnutím ruského prezidenta Vladimira Putina, na jehož základě došlo ke sloučení Vojenských vzdušných sil a Vojsk protivzdušné a protiraketové obrany.

## Úkoly
- odražení agrese ve vzdušném a kosmickém prostoru a ochrana civilních a vojenských míst velení a řízení, skupin vojsk, administrativně-politických center, důležitých objektů a infrastruktury státu před údery prostředky vzdušného a kosmického napadení protivníka;
- zničení vojsk a objektů protivníka s použitím jak konvenčních tak jaderných zbraní;
- letecká podpora bojových akcí ostatních sil a druhů vojsk;
- zničení částí balistických raket potenciálního protivníka útočících na důležité státní objekty;
- zabezpečení spolehlivých informací pro vyšší místa velení o odhalení startu balistických raket a varování před raketovým napadení;
- sledování kosmických objektů a identifikace hrozeb Rusku ve vesmíru a v případě potřeby odražení takových hrozeb;
- realizace vypouštění kosmických prostředků na oběžnou dráhu, správa družicových systémů.

## Struktura
- Vojenské vzdušné síly Ruské federace
- Vojska protivzdušné a protiraketové obrany
- Kosmická vojska